# Aramazd
Aramazd (Armeense: Արամազդ) was de belangrijkste en scheppende god in de voorchristelijke Armeense mythologie. De godheid en zijn naam zijn afgeleid van de Zoroastrische godheid Ahura Mazda na de Medische verovering van Armenië in de 6e eeuw vr.Chr. Aramazd werd beschouwd als een gulle god van vruchtbaarheid, regen en overvloed, evenals de vader van de andere goden, waaronder Anahit, Mihr en Nane. Net als Ahura Mazda werd Aramazd zelden gezien met een vrouw, hoewel hij soms als echtgenoot van Anahit of Spandaramet werd gezien.

## Identificatie met andere goden
Aramazd werd gemakkelijk geïdentificeerd met Zeus door interpretatio Graeca, de twee deelden vaak specifieke titels over grootsheid, moed of kracht. Er was enige onenigheid in de wetenschap over de relatie tussen Aramazd, Amanor en Vanatur, maar het bewijs geeft aan dat Vanatur ('heer van Van') een titel was voor de belangrijkste godheid (of het nu Ḫaldi of Ahura Mazda / Aramazd is, hoewel het geobserveerde gebruik aangeeft dat het alleen als titel voor Aramazd werd gebruikt), en dat Amanor zowel een zelfstandig naamwoord was dat naar het nieuwe jaar verwees, als een titel voor de godheid wiens viering werd gehouden met nieuw jaar (Vanatur, of het nu Ḫaldi of Aramazd is).